# Sangiran
Sangiran là một địa điểm khảo cổ nằm tại đảo Java, Indonesia.  Địa điểm này được UNESCO công nhận là Di sản thế giới như là một trong những địa điểm quan trọng nhất trên thế giới để nghiên cứu về hóa thạch người tiền sử, cùng với một số địa điểm nổi tiếng trên thế giới khác là Chu Khẩu Điếm, Willandra, Olduvai và Sterkfontein. Những mẫu vật về người tiền sử tại đây nhiều hơn bất cứ nơi nào khác trên thế giới.
Khu vực có diện tích 56 km² (7 km x 8 km) nằm ở tỉnh Trung Java, cách 15 km về phía bắc Surakarta, trong thung lũng sông Solo. Về mặt hành chính, nó thuộc huyện Sragen và Karanganyar thuộc tỉnh Trung Java. Một tính năng quan trọng của khu vực này là địa chất, ban đầu là một vòm địa chất được hình thành hàng triệu năm trước hình thành qua quá trình kiến tạo nâng. Vòm địa chất này sau đó bị xói mòn, để lộ ra rất nhiều những hóa thạch khảo cổ.

## Lịch sử
Nhà cổ sinh vật học Hà Lan Eugène Dubois là người đã nghiên cứu thực địa sơ bộ tại Sangiran vào năm 1883. Tuy nhiên, ông đã không tìm thấy nhiều hóa thạch và đã chuyển sang nghiên cứu tại Di chỉ Trinil ở Đông Java, nơi ông đã có những khám phá quan trọng. Năm 1934, nhà nhân chủng học Gustav Heinrich Ralph von Koenigswald bắt đầu kiểm tra khu vực này. Trong các cuộc khai quật diễn ra trong những năm tiếp theo, hóa thạch của một số tổ tiên loài người đã được phát hiện, trong đó có mẫu hóa thạch của Người vượn Java, một phân loài của Người đứng thẳng. Có tổng cộng khoảng 60 hóa thạch của loài Người, trong đó có các mảnh vỡ Meganthropus vẫn còn là bí ẩn, được gán cho phân loài mới tên là Meganthropus palaeojavanicus. Hóa thạch Sangiran 2 cũng được phát hiện tại đây bởi Koenigswald. Ngoài ra, có một số lượng đáng kể hài cốt của các loài động vật mà những người nguyên thủy này săn bắt và của những loài chung môi trường sống khác.
Năm 1977, một khu vực có diện tích 56 km² xung quanh Sangiran được xếp hạng là Khu vực văn hóa được bảo vệ. Năm 1988, một bảo tàng địa phương và một phòng thí nghiệm đã được thành lập tại Sangiran. Năm 1996, Sangiran đã được UNESCO công nhận là Di sản thế giới với tên gọi là Di chỉ người tiền sử Sangiran.